# Marc Jacobs
Pour les articles homonymes, voir Jacobs.
Marc Jacobs /mɑrk ˈʤeɪkəbz/, né le 9 avril 1963 à New York, est un créateur de mode américain. Il dirige sa propre marque et les lignes qui en découlent.
Il a été directeur artistique de l'ensemble des collections Louis Vuitton de 1997 à 2013. Il est membre du Conseil des créateurs de mode américains.

## Biographie
Marc Jacobs est né à New York dans une famille juive aisée. Il perd son père, un agent artistique, à sept ans et se voit élevé par sa grand-mère paternelle dans l’Upper West Side ; l'appartement de sa grand-mère est sa résidence officielle jusqu’à son installation à Paris.
Initié par sa grand-mère à la couture et au tricot, Marc Jacobs trouve très jeune sa voie et s’inscrit à la High School of Art and Design (en). Pendant ses années de lycée, il est  magasinier dans le magasin Charivari qui, à l’époque, apparaît comme une boutique d’avant-garde pour avoir révélé certains créateurs belges comme Margiela ou Demeulemeester au public américain. Il y apprend à observer les gens et à apprécier les produits, ce qui renforce son désir de poursuivre une carrière de styliste. Suivant les conseils de Perry Ellis, il s’inscrit à la Parsons School of Design de  New York où il est reconnu par ses professeurs, élu « élève de l'année en stylisme ». Quatre ans plus tard, il présente son projet final dans le cadre de ses études : une collection de chandails oversize faits main, décorés de « smileys » rose vif. L'homme d’affaires Robert Duffy est dans la salle. C'est le début d'une collaboration qui, vingt ans plus tard, dure toujours.
Marc Jacobs et Robert Duffy tentent immédiatement de se lancer ensemble, mais faute de partenaire financier sérieux, la plupart de leurs essais échouent. Pourtant, leur réputation grandit dans le milieu des acheteuses new-yorkaises et la cote du créateur ne fait qu’augmenter. En 1986 il fonde sa propre marque. Deux ans plus tard, Marc Jacobs est placé aux commandes de la création chez Perry Ellis, Robert Duffy prenant le poste de Président. La collaboration des deux hommes avec la maison est brève. En effet, après une collection grunge, tendance, Marc Jacobs est licencié. Cependant, les prêtresses de la mode du  New York Times, du WWD ou de Vogue étaient conquises. Il reçoit ainsi le Womenswear Designer of the Year Award du CFDA.
En 1994, Marc Jacobs fait son retour avec une collection, qu’il décrit au magazine WWD comme « un peu funk, un peu trash et un peu chic ». Il continue désormais à conjuguer ces trois caractéristiques tout en explorant des thèmes rétro avec une affinité particulière pour les années soixante-dix. Il veut représenter une jeunesse décontractée, chic et libérée de tout code.

## Louis Vuitton
À l'aube des années 2000, il est recruté par l'entreprise Louis Vuitton et devient directeur artistique pour l'ensemble des collections. La rumeur suppose qu'il est là grâce aux conseils d'Anna Wintour. Il est alors presque inconnu en France et la nomination d'un américain surprend. Sous la direction d'Yves Carcelle, Marc Jacobs renouvelle l'image du maroquinier, dès le premier défilé alors qu'il ne présente pourtant qu'un unique sac, pourtant fer de lance de la marque ; dans cette collection, le blanc minimaliste domine. Il mélange également inspirations américaines et européennes, effectue un renouvèlement des matières pour la maroquinerie, fait entrer Stephen Sprouse (en), Takashi Murakami, Yayoi Kusama pour des collections éphémères de sacs, Richard Prince pour l'inspiration d'une collection de vêtements,. Il rend hommage à Yves Saint Laurent et à son emblématique défilé Opium. Chez Vuitton, Julie de Libran est son bras droit, assistée des stylistes Peter Copping ou Katie Grand. Il organise des défilés à grand spectacle, remarqués. Ainsi, entre « dépoussiérage » et « coup de fouet », il modernise la marque et fait exploser le chiffre d'affaires. Il se voit même proposer la direction artistique de Dior après le départ de John Galliano. Mais l'accumulation de travail entre ses marques et la pression qu'il a chez Vuitton font qu'il surconsomme drogues, alcool, le tout avec quelques nuits blanches. Après deux cures de désintoxication, il revient vers 2007 transformé moralement et physiquement{{}}.
Le 1er octobre 2013, il annonce son départ. Didier Grumbach souligne combien au cours de ces années les défilés de mode de la marque ont été spectaculaires. Son dernier défilé pour Louis Vuitton sonne comme une rétrospective de sa carrière, ainsi qu'un hommage à d'autres créateurs de mode.

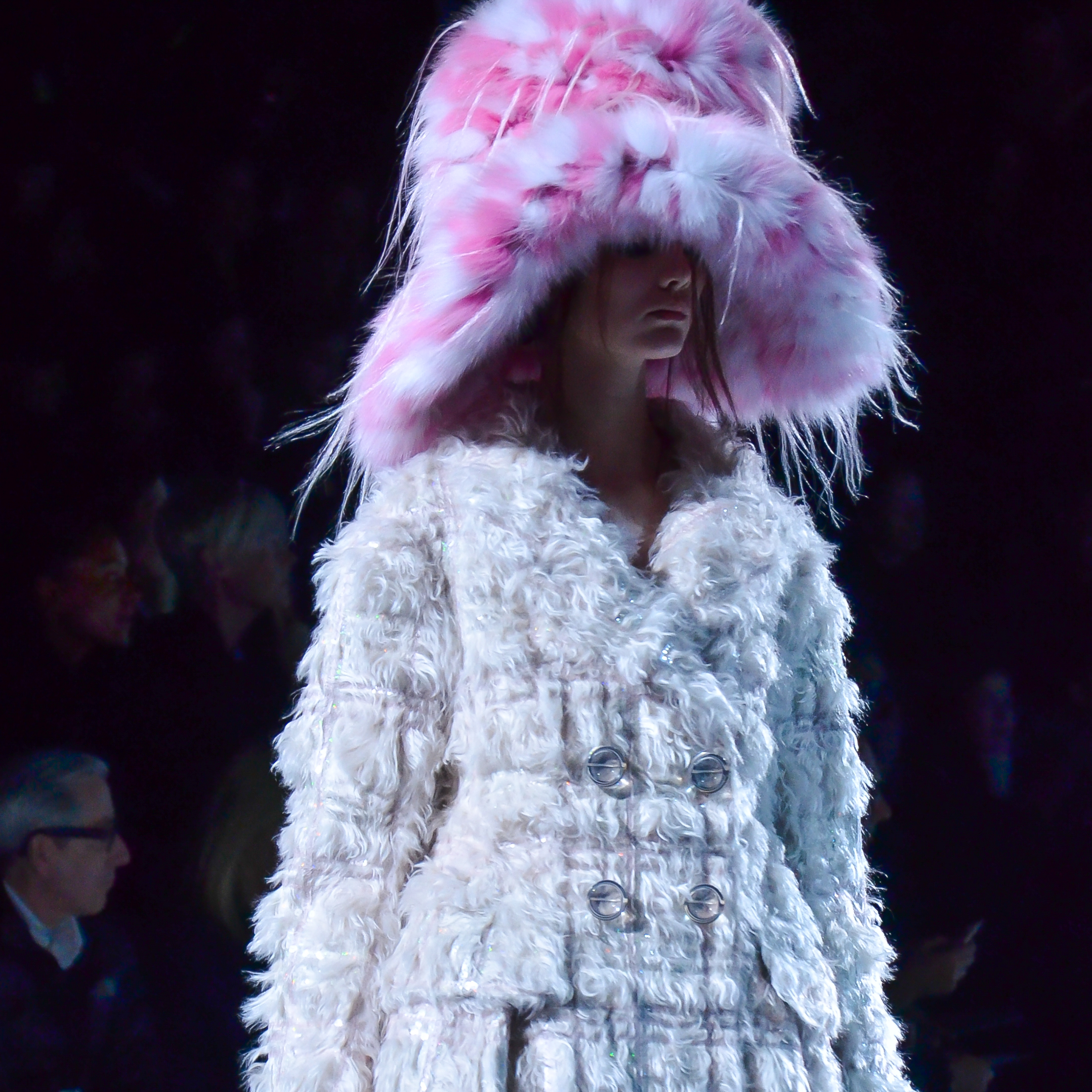
Collection automne/hiver 2012.

En plus de ses collections homonymes, dont LVMH possède des parts, il produit plusieurs lignes : Marc Jacobs, Marc by Marc Jacobs, une ligne plus décontractée, plus jeune et plus accessible, ainsi que Stinky Rat et Little Marc Jacobs pour le bébé et l'enfant.
Il organise aussi  des campagnes contre le cancer de la peau qui mettent en scène des artistes nus avec des slogans tel que « protect the skin you’re in », « protect your largest organ ». De nombreux artistes y ont participé telles Naomi Campbell, Christy Turlington et d'autres grands noms du mannequinat, mais aussi les actrices Eva Mendes et Winona Ryder, ainsi que l'ex Spice Girls Victoria Beckham, en 2008, dans cette campagne, elle s'affichait dans des sacs et des boîtes de chaussures géantes, n'hésitant pas à tourner son personnage de fashionista en dérision.
En février 2016, Lady Gaga défile pour la collection Marc Jacobs Automne/Hiver 2016-2017.

## Créations parfumées et beauté
Marc Jacobs propose aussi une collection de parfums créée en partenariat avec les Parfums Coty. Une collection de parfums baptisée Splash est présentée chaque année. Certains de ces parfums sont des éditions limitées, portant le nom d'une matière première ou d'un thème olfactif, délibérément minimaliste.
En 2007, le designer lance le parfum Daisy, un floral frais au bouchon en forme de marguerite. Le parfum a reçu de nombreux prix, notamment celui de l'emballage de l'année aux FiFi Awards.
En collaboration avec l'enseigne Sephora, Marc Jacobs lance en 2014 une ligne de maquillage distribuée par l'enseigne et dans les boutiques Marc Jacobs. Depuis août 2021, il est confirmé que la marque Marc Jacobs Beauty est discontinuée et vie ses derniers mois d'existence.

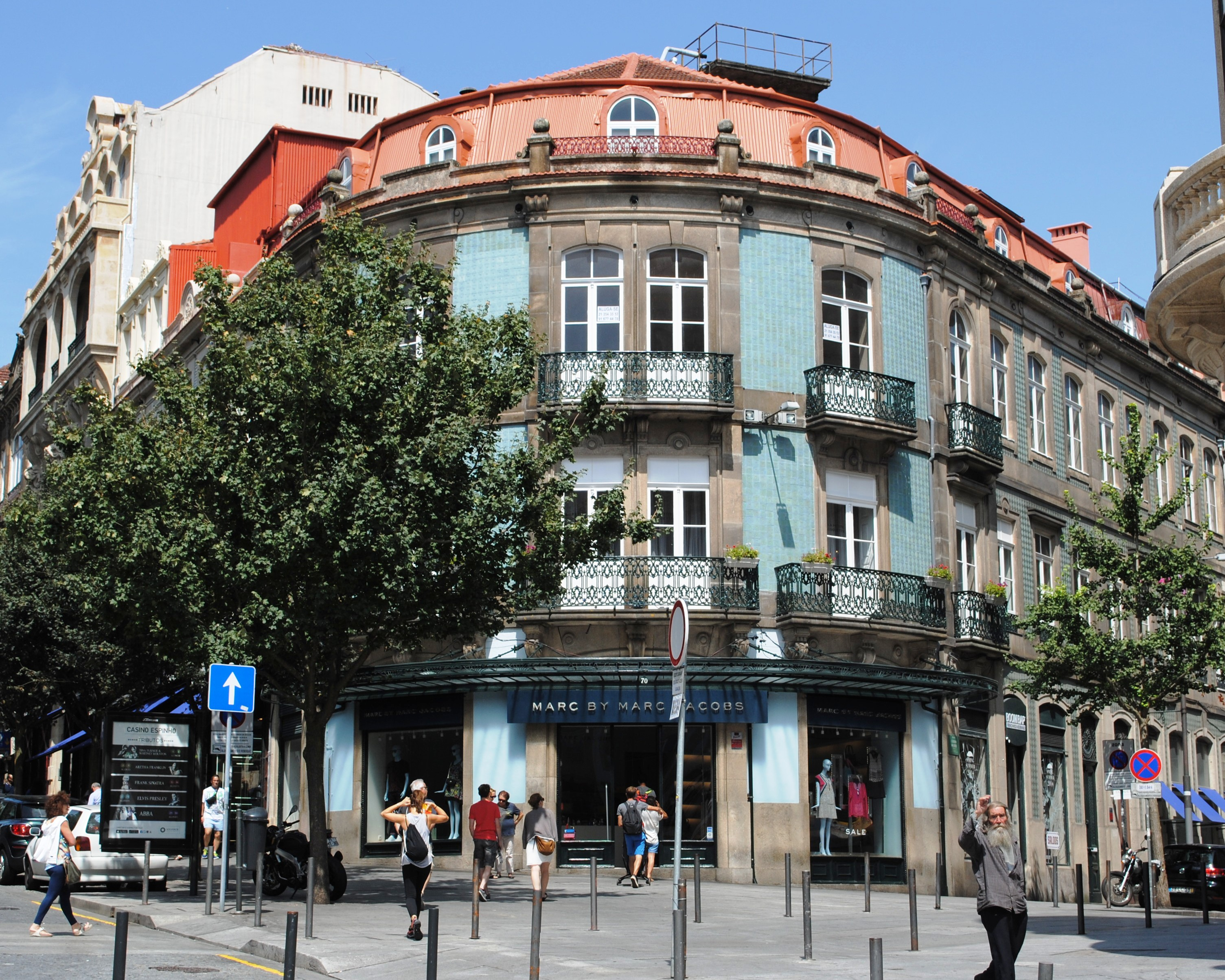
Marc by Marc Jacobs, Porto.

## Direction de l'entreprise
En 2006, le groupe LVMH nomme Bertrand Stalla-Bourdillon, président directeur général de la société Marc Jacobs International
En juillet 2014, il est remplacé par Sebastian Suhl. A l'automne 2017 celui-ci sera remplacé à son tour par Eric Maréchalle, précédemment DG de Kenzo.

## Distinctions & exposition
Il reçoit en 1990 le « prix du vêtement féminin » du Conseil des créateurs de mode américains, en 2002 celui du « vêtement masculin » et en 2009 le « prix international ». En tout, il cumule sept prix  du Conseil des créateurs.
En 2012, une exposition est consacrée à Marc Jacobs intitulée Louis Vuitton Marc Jacobs au Musée des arts décoratifs de Paris,.
Le 22 janvier 2010, Frédéric Mitterrand lui remet les insignes de chevalier dans l'ordre des Arts et des Lettres.
En 2013, Marc Jacobs créé une collection de nouvelles bouteilles et canettes pour la marque Coca Cola Light.